# Ascari A10
L'Ascari A10 est un prototype automobile produit par la constructeur automobile britannique Ascari Cars et conçu par le millionnaire néerlandais Klaas Zwart. Il s'agit d'une évolution de la KZ1-R GT (qui a participé au championnat GT espagnol) afin de l'homologuer comme véhicule sur route. Les deux voitures ont été conçues par Paul Brown, ancien designer de l'écurie Zakspeed F1. L'A10 devait être la troisième voiture de route après l'Écosse et la KZ1. Ce prototype est destiné à célébrer le 10e anniversaire de l'entreprise, mais la voiture n'a pas été produite malgré une production prévue de 50 voitures.

## Caractéristiques techniques
| Moteur                       | V8                    |                       |
| Alimentation                 | Atmosphérique         |                       |
| Cylindrée                    | 4 941 cm3             |                       |
| Puissance maxi               | 625 ch                |                       |
| Couple maxi                  |                       |                       |
| Norme environnementale       | Euro 4                |                       |
| Boîte de vitesses            | Manuelle à 6 rapports | Manuelle à 6 rapports |
| Vitesse maxi (en km/h)       |                       |                       |
| 0-100 km/h (en s)            | 2,8 s                 |                       |
| Consommation (en L/100 km)   |                       |                       |
| Émissions de CO2 (en g/km)   |                       |                       |
| Capacité du réservoir (en L) |                       |                       |
| Masse à vide (kg EU)         | 1 280                 |                       |

## Autre médias
Le 9 décembre 2007, l'A10 est présentée dans l'émission britannique de la BBC Two Top Gear. Elle est conduite par Le Stig en 1 min 17 s 3 millième. Elle est alors la voiture la plus rapide. En 2015, elle est classée à la neuvième position du classement Top Gear.